# How Bizarre (single)
How Bizarre is een nummer van de Nieuw-Zeelandse band OMC uit 1996. Het is de eerste single van hun gelijknamige enige studioalbum.
In het nummer worden rap- en popmuziek met elkaar gecombineerd. Het nummer leverde OMC een wereldwijde hit op, met nummer 1-noteringen in diverse landen, waaronder hun thuisland Nieuw-Zeeland. In de Nederlandse Top 40 bereikte het nummer de 11e positie, en in de Vlaamse Ultratop 50 de 14e.
In 2020/2021 kreeg het nummer veel nieuwe populariteit. Dit was omdat veel TikTok-gebruikers het nummer gebruikten bij het maken van een filmpje over iets dat in hun ogen 'bizar' was.